# Хейнонен, Раймо
Раймо Юрьё Хейнонен (фин. Raimo Yrjö Heinonen; р. 29 мая 1935, Турку, Финляндия) — финский гимнаст, призёр Олимпийских игр.

## Биография
Родился 29 мая 1935 года в Турку. В 1956 году в составе финской команды завоевал бронзовую медаль Олимпийских игр в Мельбурне. Участвовал в Олимпийских играх 1960 и 1964 годов, но медалей не завоевал. В 1965 году стал серебряным призёром чемпионата Европы.